# Drosophila pollinospadix
Drosophila pollinospadix är en tvåvingeart som beskrevs av Patterson och Gordon Mainland 1944. Drosophila pollinospadix ingår i släktet Drosophila och familjen daggflugor.
Artens utbredningsområde är Mexiko.